# 라이프니츠 공식
라이프니츠 공식은 다음과 같다.
- 라이프니츠 대수
- 라이프니츠 법칙
- 교대급수판정법
- 라이프니츠의 원주율 공식